# Ischtar-Tor

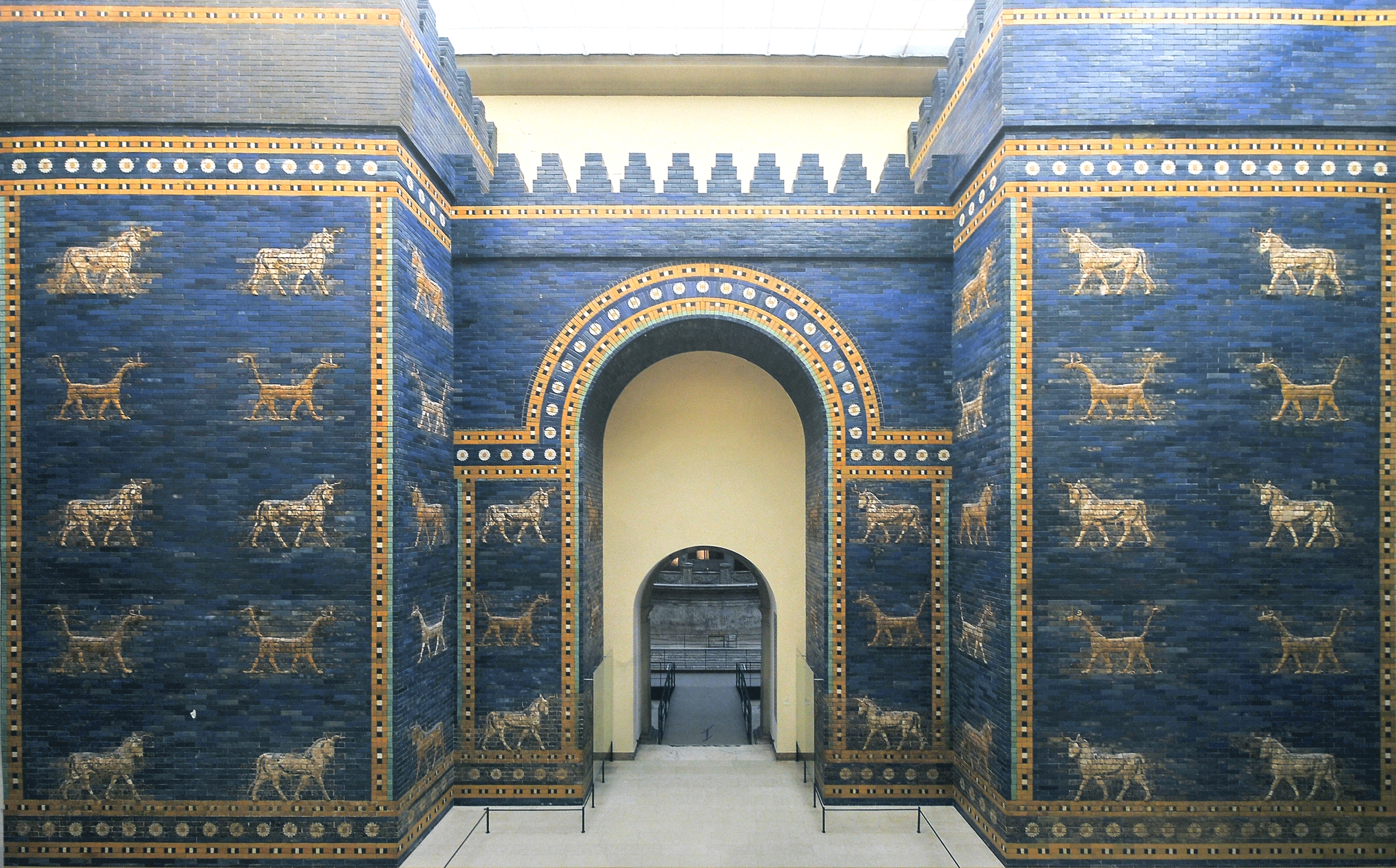
Der rekonstruierte vordere Teil des Ischtar-Tores im Berliner Pergamonmuseum

Das Ischtar-Tor – eines der Stadttore von Babylon – sowie die Prozessionsstraße wurden in ihrer endgültigen Form unter der Herrschaft von Nebukadnezar II. (605–562 v. Chr.) errichtet. Babylon war die Hauptstadt Babyloniens und lag am Euphrat im heutigen Zentral-Irak.
Ein Nachbau des Ischtar-Tors ist seit 1930 im Vorderasiatischen Museum zu sehen, das im Pergamonmuseum in Berlin untergebracht ist. Das Tor war Teil der Mauern von Babylon, die nach älteren Listen zu den sieben Weltwundern der Antike gehörten.

## Grabungsgeschichte

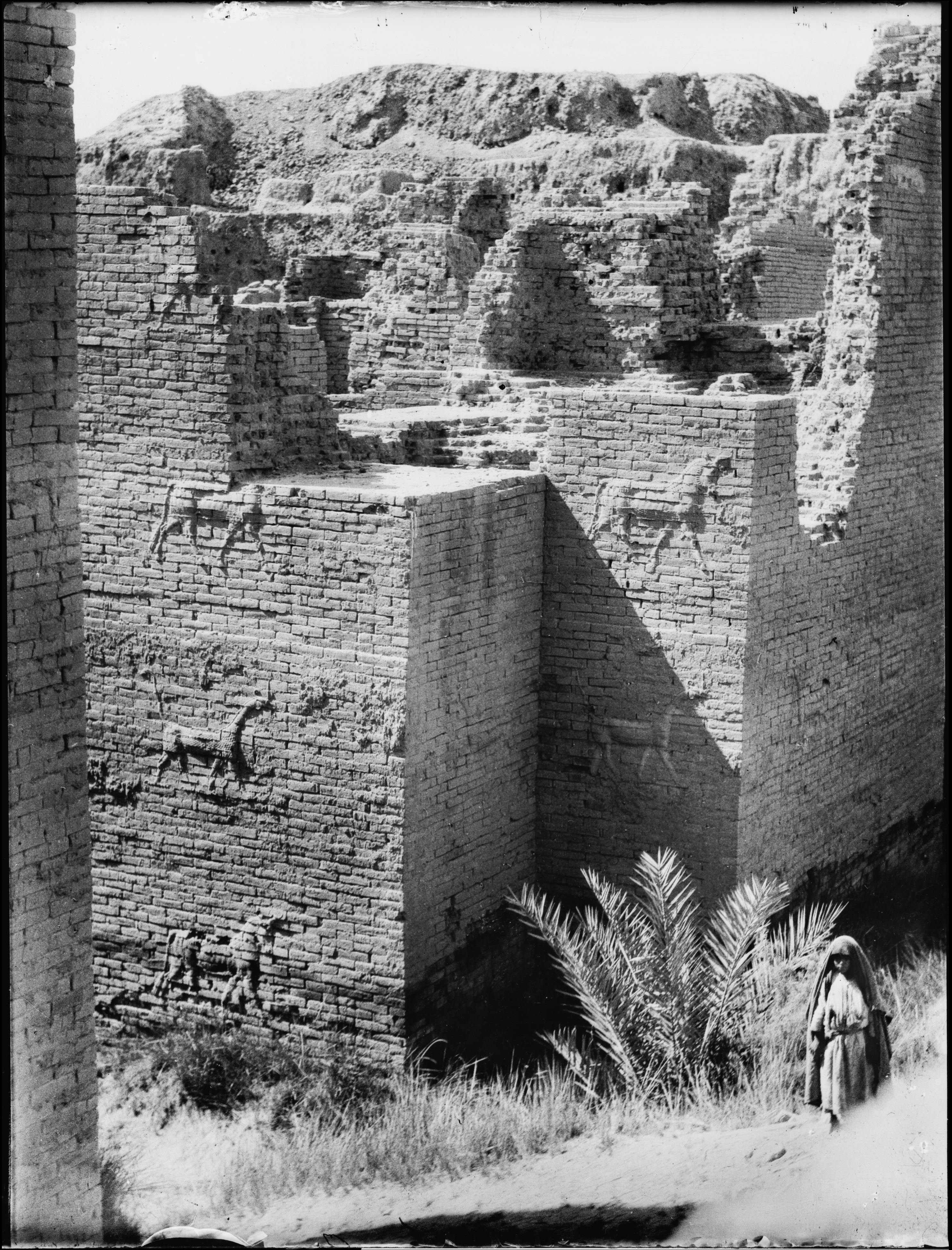
Überreste des Tors in Babylon nach seiner Ausgrabung

Bereits 1851–54 sammelten Mitglieder einer französischen Expedition auf dem Gebiet des Ruinenhügels el-kasr farbige Glasurziegelbrocken, die zu den Reliefs der Prozessionsstraße gehörten, zu diesem Zeitpunkt jedoch noch nicht zugeordnet werden konnten. 1897 reisten der Architekt Robert Koldewey und der Orientalist Eduard Sachau schließlich im Rahmen einer Expedition im Auftrag der Königlichen Museen zu Berlin zu dem Tell und erkannten die Bedeutung der glasierten Ziegel. Koldewey erinnert sich in seinem späteren Grabungsbericht:

„Bei meinem ersten Aufenthalt in Babylon am 3. und 4. Juni 1897 und bei meinem zweiten Besuche vom 29. bis 31. Dezember 1897 hatte ich viele Bruchstücke emaillierter Ziegelreliefs gesehen, von denen ich einige mit nach Berlin nahm. Die eigenartige Schönheit und die kunsthistorische Wichtigkeit dieser Stücke (…) trugen mit zu dem Entschluss bei, die Hauptstadt des babylonischen Weltreiches auszugraben.“

Es gelang Koldewey, die Schirmherren in Berlin von der Notwendigkeit einer groß angelegten Grabungskampagne zu überzeugen und schließlich erfolgte am 26. März 1899 der erste Spatenstich.
Nach und nach wurden die wichtigsten Monumentalbauten Babylons ausgegraben und während der Grabungsarbeiten am Tempel der Göttin Ninmach fand man Reste farbig glasierter Ziegelbruchstücke mit Reliefs von Stieren und schlangenähnlichen Tieren, Reste der zum Tor gehörigen Ziegelreliefs. Daraufhin begann man von Juli bis Dezember 1902 gezielt, das Torgebäude freizulegen und stieß auf einen Temennu, dessen Inschrift die These Koldeweys, es handle sich um das Ischtartor, bestätigte:

„Nabu-kudurri-usur II., König von Babylonien, Sohn Nabopolassars, des Königs von Babylon, bin ich. Das Tor der Ištar habe ich mit blau glasierten Steinen für Marduk, meinen Herrn, gebaut (…) Gewaltige Bronzestiere und mächtige Schlangengebilde habe ich an seiner Schwelle aufgestellt. Mit Platten von Kalkstein und von (…)-Stein habe ich die Stiereinfassung (…) Marduk, erhabener Herr, ewiges Leben (…) gib zum Geschenk.“

Nachdem man gleich zu Beginn der Grabung erste Mauerzüge gefunden hatte, bei denen die Tierdarstellungen nicht mehr komplett waren, fand man bei tiefergehenden Grabungen weitere, vollständig erhaltene Darstellungen eines Schlangenwesens und eines Stieres, die zwar im Relief gearbeitet, jedoch nicht glasiert waren. Diese Reihen setzten sich nach unten fort, an der Nordseite des Torgebäudes reichten sie neun Schichten weit nach unten, was den Schluss nahelegte, dass das Tor verschiedene Bauphasen durchlaufen haben musste.

## Baugeschichte

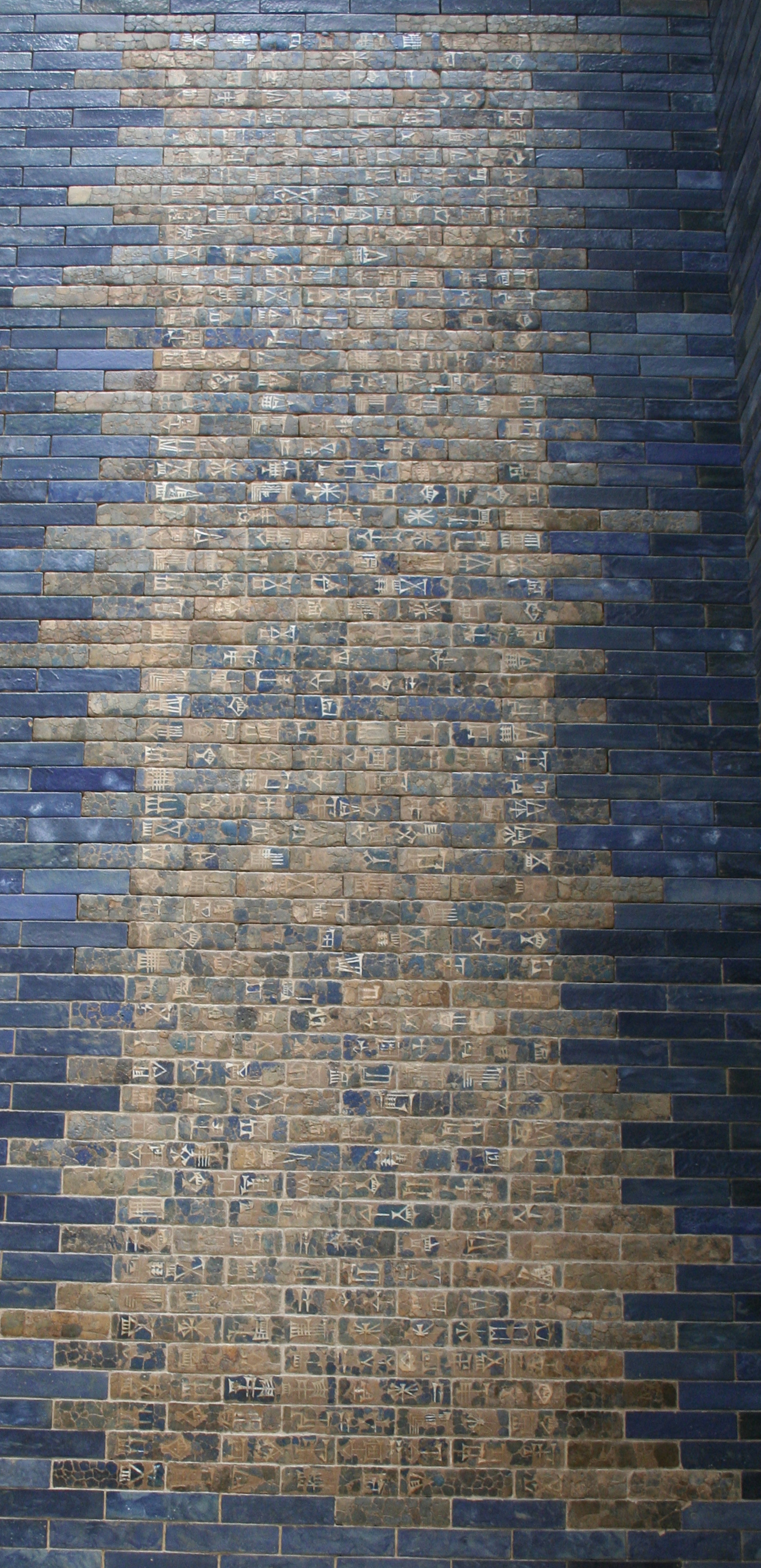
Bauinschrift des Königs Nebukadnezar II. an der linken Seite des Tores

Ebenso wie die Prozessionsstraße durchlief das Ischtartor erkennbar verschiedene Bauphasen, bis es sein endgültiges Aussehen hatte. Zunächst dürfte an der Stelle des Torbaus ein Vorgängerbau gestanden haben, von dem nichts erhalten ist, da er vermutlich bei den Bauarbeiten zur Erweiterung des Königspalastes abgetragen worden war. Die nun folgende Baugeschichte gliederte sich Koldewey zufolge in drei Bauphasen: In der ersten Phase errichtete man einen Torbau, der mit unglasierten Reliefs verkleidet war und der wahrscheinlich in seiner Architektur einfach den Vorgängerbau wiederholte und somit auch zu ebener Erde gelegen war. Von ihm waren noch die untersten Bauteile vorhanden. Doch bereits kurze Zeit später müssen die Umbauarbeiten an der Hauptburg Babylons stattgefunden haben: Zu diesem Zweck wurde die Prozessionsstraße auf sieben Meter aufgeschüttet, was durch die in dieser Höhe freigelegten Pflastersteine belegt ist. Es muss einen zeitweiligen Durchgang auf dieser Höhe gegeben haben und bei dieser Baumaßnahme geriet natürlich auch ein Teil des Torbaus unter die Aufschüttung. Doch erst, nachdem die Aufschüttung eine Höhe von 10,85 m erreicht hatte, wurde das nächste gut erhaltene Pflaster angelegt, weshalb hier die zweite Bauphase des Tores angesetzt werden kann.
Während dieser Phase erhielt auch der Grundriss des Tores seine endgültige Form und es entstand ein Vorplatz. All die unglasierten Reliefs, welche sich nun noch oberhalb des Niveaus der Prozessionsstraße befanden, wurden sorgfältig mit Raspeln und Schabern nachbearbeitet, weshalb sich die Qualität dieser Reliefs deutlich von dem der verschütteten abhebt. Zusätzlich wurden die Reliefs mit Gips überzogen, was wohl als Schutzmantel dienen sollte. Koldewey interpretiert die Maßnahme folgendermaßen: „Das wäre wohl ganz im Sinne der alten Künstler, die vor ihren eigenen Schöpfungen eine große Hochachtung gehabt zu haben scheinen.“ Die darüber folgenden Tierreihen sind in Flachglasur auf die Wand aufgetragen. Es ist zwar nur eine Reihe mit Stieren erhalten, doch es kann davon ausgegangen werden, dass sich darüber noch eine Reihe mit Flachglasur-Drachen befand.
Da es sich nur um zwei Tierreihen handelt, liegt die Vermutung nahe, dass diese zweite Bauphase nie vollendet wurde, sondern aufgrund der Änderungswünsche Nebukadnezars, welcher plante, den Palast nach Norden hin zu erweitern, erneut unter einer Aufschüttungsschicht verschwand. Zu dem Zeitpunkt, als die Prozessionsstraße ihre endgültige Höhe von 15 m erreicht hatte, war die Reliefkunst weiterentwickelt worden, was eine Kombination der Techniken von unglasierten Reliefs und Flachglasur zu glasierten Reliefs möglich machte. Die dritte und letzte Bauperiode schließlich verlieh dem Ischtartor die Gestalt, in der es heute im Vorderasiatischen Museum zu sehen ist.

## Transport nach Berlin und Rekonstruktion im Vorderasiatischen Museum
Die Berliner Museen kamen mit der osmanischen Altertümerverwaltung in Konstantinopel überein, dass die Fundstücke zur „sachgemäßen Behandlung und Zusammensetzung“ nach Berlin verbracht werden dürften. Über den Seeweg reisten so 399 Kisten, jede mit ca. 250 Ziegelbruchstücken, von Basra nach Hamburg und von dort über Elbe, Havel und Spree bis in den Kupfergraben vor dem Vorderasiatischen Museum. Nachdem wegen des Ersten Weltkriegs die Grabungsarbeiten in Babylon zum Erliegen gekommen waren, wurden 1926 Verhandlungen zwischen den Berliner Museen und dem neu gegründeten Irakmuseum in Bagdad über die Teilung der Funde aufgenommen. Die irakische Seite konnte überzeugt werden, dass nur durch das Zusammenführen der neuen Funde mit den bereits in Berlin befindlichen eine Rekonstruktion des Tores möglich sei. So trafen im März 1927 geschätzt weitere 400 Kisten voller emaillierter Ziegelbrocken in Hamburg ein, von wo sie weitertransportiert wurden.
Friedrich Rathgen, Leiter des chemischen Laboratoriums der Berliner Museen, hatte bereits 1903 entschieden, dass die Ziegelbruchstücke einen zu hohen Salzgehalt aufwiesen, sodass verschiedene Verfahren der Auslaugung angewandt wurden. So wurden die vielen Bruchstücke unter anderem in große Bottiche mit Wasser gegeben, um das Salz auszuschwemmen, was eineinhalb Jahre dauerte.
Die 1927 eintreffenden Teile wurden derselben Prozedur unterzogen. Nun konnten die Tausende von Bruchstücken nach ihrer Zugehörigkeit sortiert werden. Man hatte bereits 1906 begonnen, nach den Rekonstruktionszeichnungen von Walter Andrae die Tierreliefs zusammenzusetzen, doch wurden hierbei teilweise Ziegel passend gemacht, indem man sie zurechtschnitt oder Bruchstellen übermalte. Dies war nicht im Sinne Andraes, der 1928 nach seiner Ernennung zum Direktor der Vorderasiatischen Abteilung die Rekonstruktion der Reliefs stärker an den tatsächlichen Funden ausrichtete. Grundsätzlich wurden die Ziegel in ihrem Fundzustand belassen, nur bei starker Beschädigung wurden manche Stellen mit farbigem Gips ergänzt.
So konnte schließlich mit dem Aufbau des Ischtartores und eines Teils der Prozessionsstraße im Südflügel des Pergamonmuseums begonnen werden, um sie 1930 der Öffentlichkeit erstmals zugänglich zu machen. Doch obwohl das Tor im geräumigen Lichtsaal des Museums untergebracht wurde, konnte die rekonstruierte Fassung nur in einer verkleinerten Version aufgebaut werden, die tatsächlichen Maße des Tores in Babylon zu rekonstruieren hätte den Rahmen der Möglichkeiten deutlich überschritten.
Die irakische Regierung forderte 2002 und 2009 die Rückgabe des Tors an den Irak.

## Grundriss, Maße und Lage in Babylon
Das Ischtar-Tor war zur Zeit Nebukadnezars II. das nördliche Stadttor in den inneren Mauerringen des Ostteils der Stadt. Obwohl es insgesamt fünf Tore gab (neben dem Ischtartor noch das Marduk-Tor, das Zababa-Tor, das Urasch-Tor und ein nicht näher bezeichnetes Tor in der südlichen Stadtmauer) zeichnete sich das Ischtar-Tor durch seine besonders prachtvolle Ausstattung vor den anderen Toren aus. Doch nicht nur die aufwendigen Dekorationen zeugten von seiner besonderen Bedeutsamkeit, auch die Ausmaße des Tores müssen auf jeden, der die Stadt durch das Tor betrat, sehr beeindruckend gewirkt haben.
Der Torbau ist doppeltorig, das bedeutet, dass er aus zwei Bauten besteht, einem etwas kleineren Nordtor, welches man zuerst durchschritt und einem großen Südtor, hinter welchem sich ein großer Platz öffnete, der schließlich zur Prozessionsstraße führte. Ersteres erstreckte sich mit seinen beiden Flankentürmen über eine Breite von 28 m und war beinahe 11 m tief, Letzteres hatte gewaltige Ausmaße: allein sein Torraum maß 14,9 × 8,05 m. Die Torbreite betrug 4,5 m, was auf mächtige Türflügel schließen lässt. Von diesen wurden jedoch keine Reste gefunden, wohl weil sie laut der großen Steinplatteninschrift aus vergänglichem Zedernholz bestanden. Die Gesamtlänge, die man beim Durchschreiten beider Torräume inklusive des Hofes zurücklegte, betrug 48 m.

## Herstellung der Ziegel und Glasurtechnik

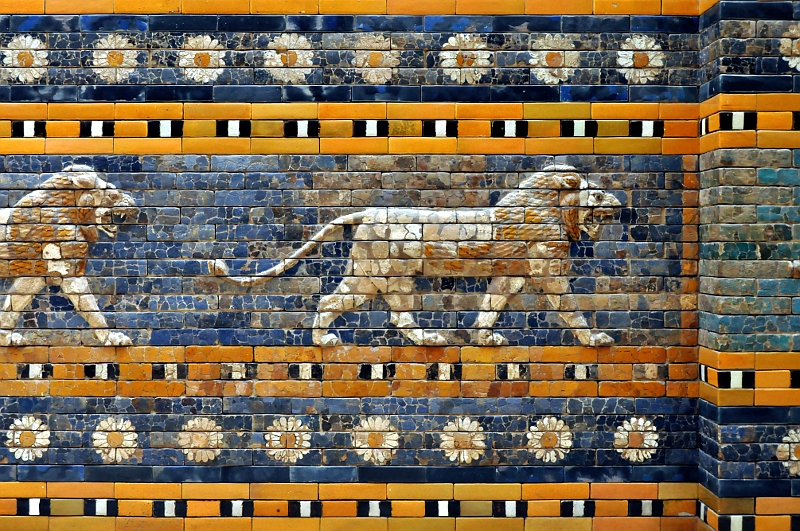
Detailansicht eines Löwen, Symbol der Göttin Ischtar, unten die Blumenreihe (Pergamonmuseum)

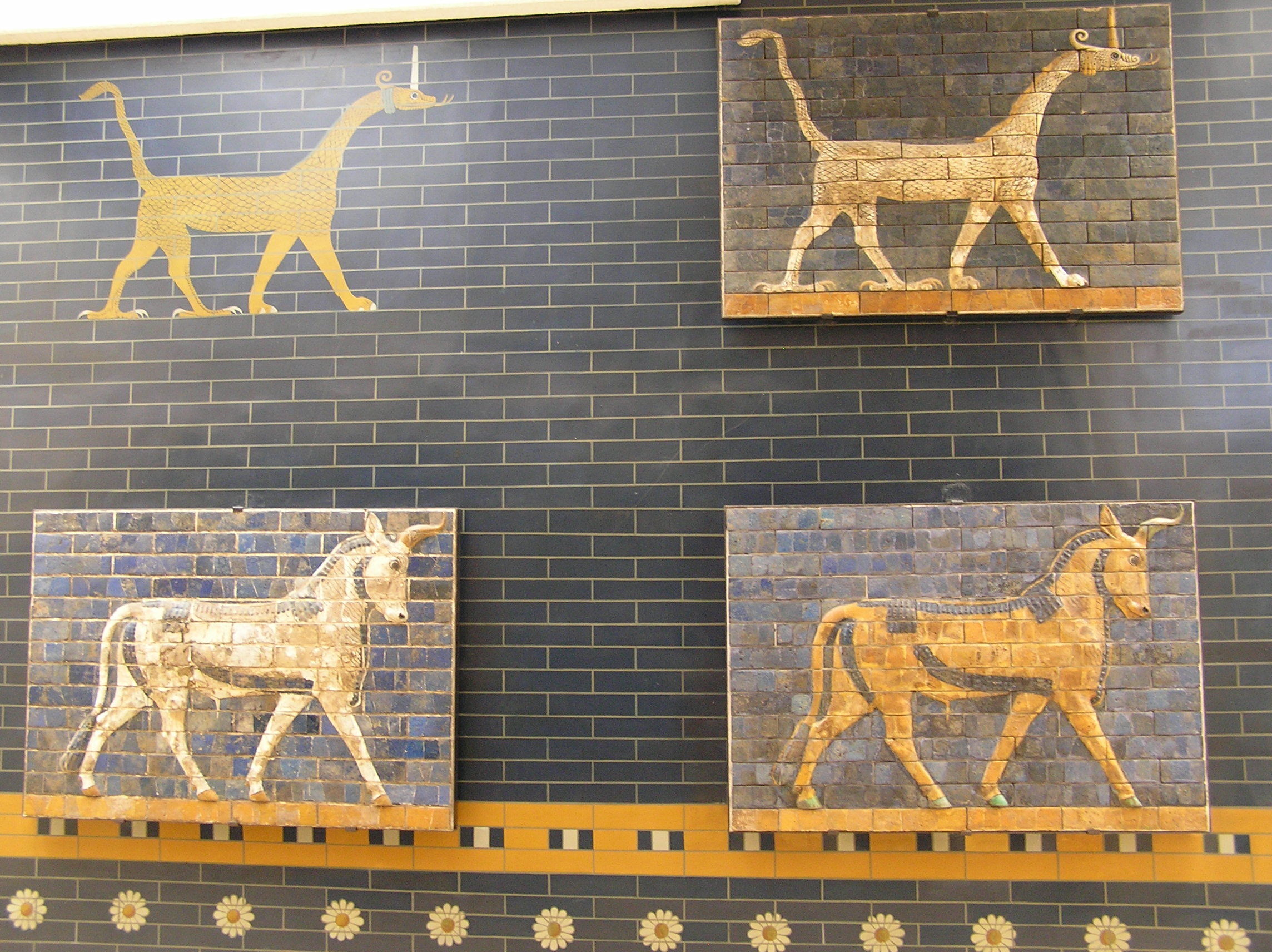
Verschiedene Tierskulpturen, welche die Prozessionstraße zum Tor säumten, die oberen beiden Tiere sind das Fabelwesen Mušḫuššu, die unteren zwei sind Stiere (Archäologisches Museum Istanbul)

Wahrscheinlich wurde für die Herstellung der Ziegel zuerst ein Arbeitsmodell hergestellt, worunter man sich wahrscheinlich ein Wandstück vorzustellen hat, auf welches das Relief in plastischem Ton aufmodelliert werden konnte. Dabei wurde auf den Fugenverlauf der Ziegel geachtet, Koldewey bemerkt hierzu: „Das Relief ist so angelegt, dass die Fugen niemals quer durch markante Partien hindurchschnitten.“ Die ungebrannten Ziegel mussten ca. 30 % größer sein als die, die schließlich an der Wand angebracht wurden, denn durch die Hitze beim Brennvorgang verloren sie an Volumen. Während für die Herstellung der gewöhnlichen Ziegel einfach nur Ton in einen Holzrahmen mit den entsprechenden Maßen gedrückt und später getrocknet und gebrannt wurde, war die Anfertigung reliefierter Ziegel komplizierter: Der Holzrahmen musste größer sein, damit das jeweilige Formstück noch an eine Seite angelegt werden konnte. Erst im Anschluss daran wurde die Form mit Ton ausgestrichen und in der Sonne getrocknet.
Vor dem Auftragen der Glasur wurden die Tonziegel zunächst gebrannt, dann wurden die Konturen der Relieftiere mit einem zähflüssigen Glasurbrei aus einer Gießbüchse auf die Ziegel aufgetragen. Die blaue Farbe in den Glasuren wurde vor allem durch Cobaltoxid hervorgerufen. So sollte ein Verlaufen der Reliefglasuren während des Brennens verhindert werden, und nach dem Trocknen dieser – von Koldewey als „tote Ränder“ bezeichneten – Umrisse konnten die entstandenen Felder mit den entsprechenden Farbglasuren gefüllt werden.
Das Ischtar-Tor und die Prozessionsstraße wurden im Pergamonmuseum unter Verwendung der glasierten Original-Lehmziegel rekonstruiert. Die Wände des Tores und der Straße sind ausgeschmückt mit Darstellungen von Tieren, die Symbole für die Hauptgottheiten Babyloniens sind: Die Löwen stehen für die Göttin Ištar, Herrin des Himmels, Liebesgöttin und Beschützerin der Armee. Die schlangenähnlichen Mischwesen (Mušḫuššu oder Bel genannt) stellen Marduk dar, den Gott der Stadt und der Fruchtbarkeit, der ewiges Leben schenkte. Die wilden Stiere symbolisierten den Wettergott Adad.
„Für Gott Muschku und Nabu befestigte ich das Innere der Straße und darüber legte ich eine mächtige Anfüllung aus glänzendem Staub. Möget ihr Götter fröhlich wandeln auf diesem Weg“, steht auf den ca. 20.000 Ziegeln.
Im Vorderasiatischen Museum – wo sich das Ischtar-Tor befindet – werden Exponate aus archäologischen Grabungen deutscher Wissenschaftler, u. a. der Deutschen Orient-Gesellschaft, gezeigt, die im Bereich der sumerischen, babylonischen und assyrischen Hochkulturen ausgegraben wurden. Dazu zählen viele monumentale Baudenkmäler, Reliefs und auch kleinere Kult-, Schmuck- und Gebrauchsgegenstände.
Etwa alle 10 bis 15 Jahre zeigen sich Zerfallserscheinungen auf den glasierten Oberflächen, die durch regelmäßige Wartungsarbeiten mit Hilfe von Wattestäbchen und kleinen Spritzen mit Polyvinylbutyral (PVB) wieder behoben werden.

## Sonstiges

### Symbolische Inanspruchnahme in chaldäischer Tradition
Sowohl im Irak wie (vielleicht sogar ursprünglich) in der US-amerikanischen Diaspora ist für Chaldäer das Ischtar-Tor zu einem zentralen Symbol ihrer ethnisch-religiösen Identität geworden. Zwar sind mesopotamische Symboliken auch sonst prominent in den christlichen Gemeinschaften im Irak vertreten. „Das Ischtar-Tor sticht jedoch durch die Häufigkeit seiner Verwendung hervor.“
In einer Untersuchung von 2021 führt M. Nauderer als Beispiele aus der US-amerikanischen Diaspora das Ishtar Restaurant in Michigan, das Logo der Chaldean Chamber of Commerce in West Bloomfield Township, Michigan, USA, und die Nachbildung im Chaldean Cultural Center, ebenfalls in Michigan, an; die Konzeption des Museums macht insgesamt den Anspruch der Chaldäischen Gemeinschaft deutlich, die Kontinuität zum vorarabischen Mesopotamien für sich in Anspruch zu nehmen; das Ischtar-Tor und Elemente daraus spielen dabei eine wichtige Rolle.
Babylon Media, eine Multimedia- und Event-Agentur, 1998 in den Niederlanden von Irakisch-Chaldäern gegründet, seit 2005 in Ankawa, dem christlichen Stadtteil von Erbil, hat ihren dortigen Firmensitz dem Tor aus dem Pergamon-Museum nachempfunden und verwendet das Tor zur atmosphärischen Gestaltung von Veranstaltungen. Die Firma kann als Beispiel für einen Symbol-Transfer aus der Diaspora in die Irakische Heimat gesehen werden. 
Die Bezugnahme auf das vorpersische und vorislamische „Babylon“ findet sich auch sonst bei Chaldäern im Irak heute vielfach, sogar im kirchlichen Kontext, seit 1830 das heutige chaldäisch-katholische Patriarchat von Bagdad, seit 1553 mit dem Namen Patriarchat von Babylon der Chaldäer, durch den Papst als Patriarchat von  Babylon anerkannt wurde, unbeschadet dessen, dass „Babylon“ in der biblischen Tradition durchgehend negativ besetzt ist. Der heutige Sitz des Patriarchen in Bagdad nimmt sogar architektonisch die Formsprache des Ischtar-Tors auf.
Das Syriac Heritage Museum, ebenfalls im christlichen Stadtteil von Erbil, das der Geschichte und Kultur der chaldäischen Christen gewidmet ist, hat Elemente aus dem Ischtar-Tor zur Gestaltung der Fassade verwendet. Der historische Teil des Museums macht den starken Bezug zur Geschichte des antiken babylonischen Reichs ebenfalls deutlich, wobei dessen Ende durch die persischen Eroberungen ebenso übergangen wird wie die Eroberungen und die Herrschaft durch Alexander den Großen, dessen Nachfolger und das Römische Reich.

### Briefmarken in Deutschland
Die Deutsche Post brachte mit dem Erstausgabetag 23. November 1966 mit den Werten 10 Pf und 20 Pf zwei Figurenmotivbriefmarken des Ischtar-Tores, die Deutsche Post AG mit dem Erstausgabetag 2. Januar 2013 eine 1,45-€-Briefmarke mit dem Motiv des Ischtar-Tores heraus. Die Motive der beiden Sonderpostwertzeichen aus dem Jahr 1966 sind von Klaus Hennig, das Motiv für 2013 von Stefan Klein und Olaf Neumann, Iserlohn, entworfen worden.